# 1701

## Събития
- Основан е Йейлският университет – един от най-известните частни университети в САЩ.

## Родени
- 28 януари – Шарл Мари дьо ла Кондамин, френски астроном, геодезист и пътешественик († 1774 г.)
- 27 ноември – Андерс Целзий, шведски астроном, математик и физик († 1744 г.)

## Починали
- 23 май – Уилям Кид, шотландски капер
- 9 юни – Филип I Орлеански, син на Луи XIII, крал на Франция, и съпругата му Ана Австрийска (р. 1640 г.)
- 16 септември – Джеймс II, крал на Англия (р. 1633 г.)